# Eakin Creek Canyon Park
Eakin Creek Canyon Park är en park i Kanada.   Den ligger i provinsen British Columbia, i den centrala delen av landet, 3 300 km väster om huvudstaden Ottawa. Eakin Creek Canyon Park ligger 1 099 meter över havet.
Terrängen runt Eakin Creek Canyon Park är huvudsakligen kuperad, men åt sydost är den bergig. Terrängen runt Eakin Creek Canyon Park sluttar österut. Trakten runt Eakin Creek Canyon Park är nära nog obefolkad, med mindre än två invånare per kvadratkilometer.. Det finns inga samhällen i närheten. 
I omgivningarna runt Eakin Creek Canyon Park växer i huvudsak barrskog.